# Gare de Saint-Sulpice - Izon
Gare de Saint-Sulpice - Izon vasútállomás Franciaországban, Saint-Sulpice-et-Cameyrac településen.

## Vasútvonalak
Az állomást az alábbi vasútvonalak érintik:
- Párizs–Bordeaux-vasútvonal

## Kapcsolódó állomások
A vasútállomáshoz az alábbi állomások vannak a legközelebb:
- Gare de Saint-Loubès (Gare de Bordeaux-Saint-Jean, Párizs–Bordeaux-vasútvonal)
- Gare de Vayres (Paris Gare d’Austerlitz, Párizs–Bordeaux-vasútvonal)
- Gare de Saint-Loubès (Gare d’Arcachon, F41)
- Gare de Vayres (Gare de Libourne, F41)